# Condado de Burke (Dakota del Norte)
El condado de Burke (en inglés: Burke County, North Dakota), fundado en 1910,  es uno de los 53 condados del estado estadounidense de Dakota del Norte. En el año 2000 tenía una población de  2.242 habitantes y una densidad poblacional de 08 personas por km². La sede del condado es Bowbells.

## Geografía
Según la Oficina del Censo, el condado tiene un área total de 2924 km² (1129,0 mi²), de la cual 2859 km² (1103,9 mi²) es tierra y 67 km² (25,9 mi²) es agua.

### Condados adyacentes y los municipios rurales
- Estevan n.º 5 (norte)
- Coalfields n.º 4 (norte)
- North Portal (norte)
- Enniskillen n.º 3 (norte)
- Condado de Renville (este)
- Condado de Ward (sureste)
- Condado de Mountrail (sur)
- Condado de Williams (suroeste)
- Condado de Divide (oeste)

### Áreas protegidas nacionales
- Des Lacs Refugio de Vida Silvestre (parte)
- Lostwood Refugio de Vida Silvestre (parte)

## Demografía
En el 2000 la renta per cápita promedia del condado era de $25,330, y el ingreso promedio para una familia era de $31,384. El ingreso per cápita para el condado era de $14,026. En 2000 los hombres tenían un ingreso per cápita de $28,164 versus $16,382 para las mujeres. Alrededor del 15.40% de la población estaba bajo el umbral de pobreza nacional.
| 1910  | 1920  | 1930  | 1940  | 1950  | 1960  | 1970  | 1980  | 1990  | 2000  | Est. 2009 |
| ----- | ----- | ----- | ----- | ----- | ----- | ----- | ----- | ----- | ----- | --------- |
| 9.064 | 9.511 | 9.998 | 7.653 | 6.621 | 5.886 | 4.739 | 3.822 | 3.002 | 2.242 | 1.839     |

## Economía
Las principales industrias son la agricultura y el petróleo. Burke County es uno de los varios condados del oeste de Dakota del Norte con una exposición significativa a la Formación Bakken en el Williston Cuenca.

## Mayores autopistas
| - U.S. Highway 52 | - Carretera de Dakota del Norte 5 - Carretera de Dakota del Norte 8 - Carretera de Dakota del Norte 40 - Carretera de Dakota del Norte 50 |

## Lugares

### Ciudades
- Bowbells
- Columbus
- Flaxton
- Lignite
- Portal
- Powers Lake

Nota: todas las comunidades incorporadas en Dakota del Norte se les llama "ciudades" independientemente de su tamaño

### Municipios
| - Battleview - Bowbells - Carter - Clayton - Cleary - Colville - Dale - Dimond - Fay - Foothills | - Forthun - Garness - Harmonious - Kandiyohi - Keller - Lakeview - Leaf Mountain - Lucy - Minnesota - North Star | - Portal - Richland - Roseland - Short Creek - Soo - Thorson - Vale - Vanville - Ward |

### Territorio no organizado
- North Burke